# Recherche, assistance, intervention, dissuasion
Ne pas confondre avec le GIGN, qui dépend de la Gendarmerie nationale.
Ne pas confondre avec la BRI, qui dépend, tout comme le Raid, de la Police nationale.
Pour les articles homonymes, voir Raid.
Le RAID est une unité d'élite de la Police nationale française. Le nom est choisi en référence au mot « raid », désignant un assaut militaire. Il a reçu par rétroacronymie le sens de : Recherche, Assistance, Intervention, Dissuasion.
Fondée en 1985, l'unité participe, dans l'ensemble du territoire national, à la lutte contre toutes les formes de criminalité, de grand banditisme, de terrorisme et de prise d’otages.
Placé sous l'autorité directe du directeur général de la Police nationale, le RAID intervient à l'occasion d'événements graves, nécessitant l’utilisation de techniques et de moyens spécifiques pour neutraliser les individus dangereux, soit par la négociation soit par l’intervention.
Son rôle est notamment d'agir dans les situations de crise, du type prise d'otages, retranchement de forcenés ou arrestation de malfaiteurs à haut risque, ainsi que de contribuer à la lutte antiterroriste en apportant son concours aux services spécialisés, dans le cadre d'arrestations d'individus ou de groupes susceptibles de se livrer à des actions terroristes dans le territoire français.
Le service est basé à Bièvres, dans le département de l'Essonne, avec la CRS 8 au Domaine de Bel-Air, siège de l'unité centrale, et dispose, en outre, de quatorze antennes, réparties dans le territoire métropolitain, à Bordeaux, Lille, Lyon, Marseille, Montpellier, Nancy, Nice, Rennes, Toulouse, Strasbourg et Outre-mer, à Nouméa (Nouvelle-Calédonie), Pointe-à-Pitre (Guadeloupe), Saint-Denis (La Réunion) et Cayenne.

## Historique

### Chronologie

Positionnement des unités d'intervention

Avant la création du RAID, la Police française — ne disposant pas d'une unité à compétence nationale comparable au GIGN de la Gendarmerie — s'appuyait sur des unités régionales comme la Brigade de recherche et d'intervention (BRI) à Paris et les Groupes d'intervention de la Police nationale (GIPN) en province. Le RAID est créé par un arrêté du 23 octobre 1985 du ministre de l'Intérieur Pierre Joxe, sur la recommandation de nombreux policiers et notamment du commissaire Robert Broussard. Son premier chef est le commissaire Ange Mancini.
L'effectif, initialement de 80 personnes, passe à une centaine en 1993, environ 130 au début des années 2000 pour atteindre 180 en 2015. Les femmes sont admises dans certaines fonctions opérationnelles à partir de 2003.
À compter du 19 mars 2015, les sept GIPN métropolitains, situés dans les villes de Bordeaux, Lille, Lyon, Marseille, Nice, Rennes et Strasbourg, sont officiellement incorporés au sein du RAID et en deviennent ses antennes territoriales,,. L'effectif total résultant dépasse la barre des 300.
Le 19 avril 2016, le ministre de l'Intérieur Bernard Cazeneuve annonce la création de trois antennes territoriales supplémentaires à Montpellier, Nancy et Toulouse. Les deux unités de Montpellier et Toulouse ont été créées en 2016, celle de Nancy l'est en 2017.
Le 2 mai 2018, le Groupe d'intervention de la Police nationale (GIPN) de Nouméa (Nouvelle-Calédonie) devient une antenne du RAID,.
La transformation des deux derniers GIPN, les GIPN de Pointe-à-Pitre et de Saint-Denis de La Réunion, en antennes du RAID, intervient le 1er mars 2019.

### Interventions notoires
Le RAID est notamment connu pour :

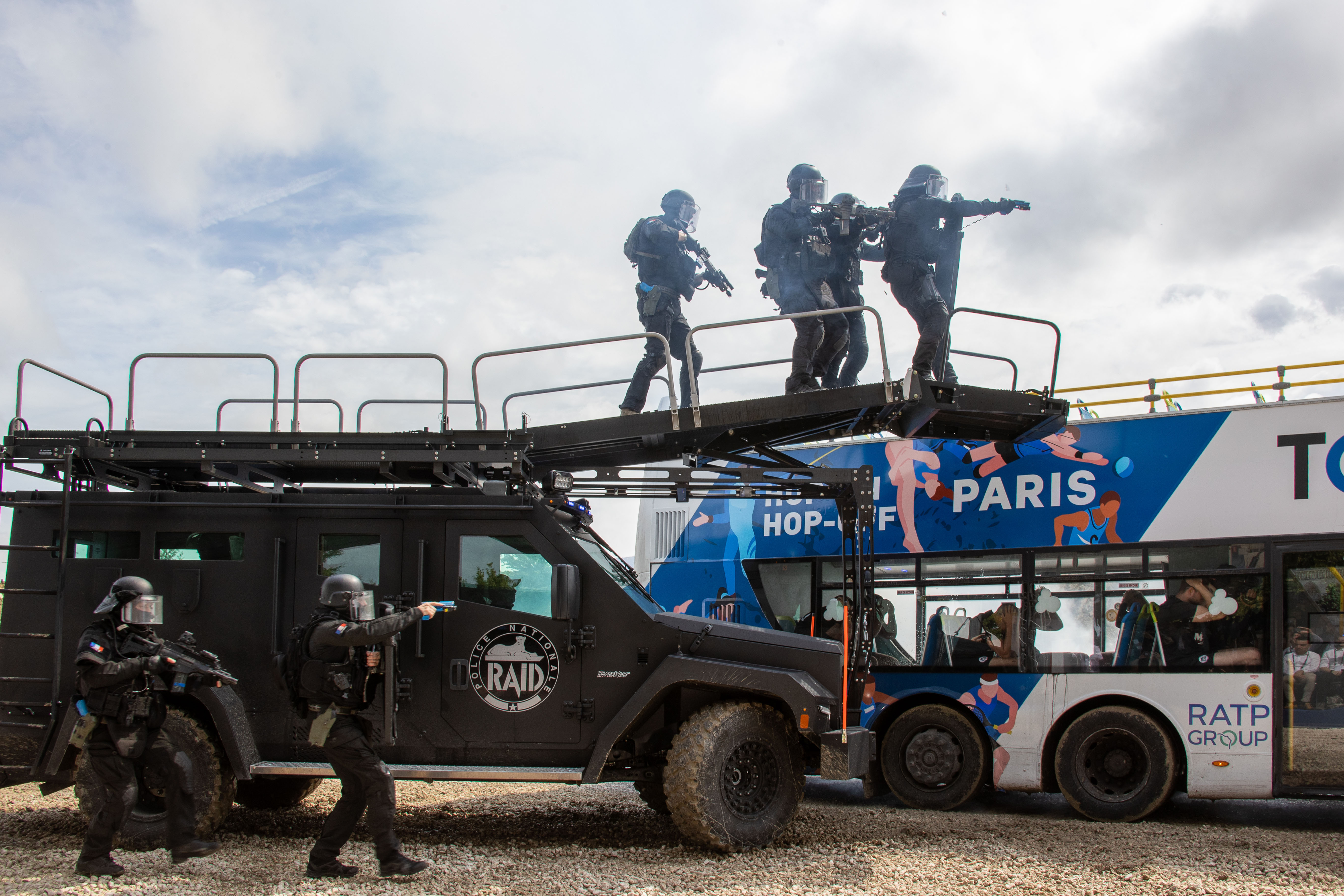
Présentation : libération d'otages dans un bus - 2024

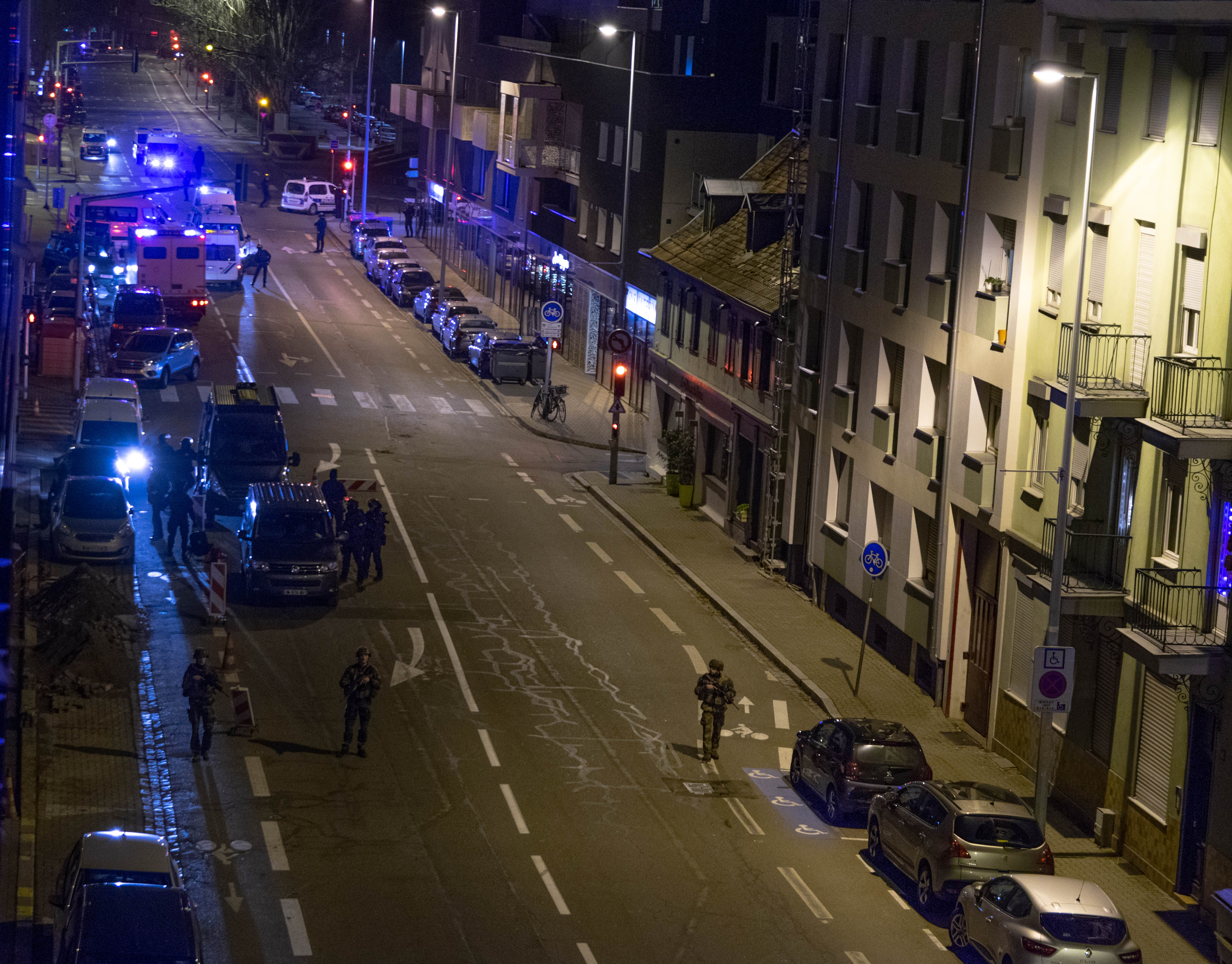
Intervention du RAID lors de l'attentat du 11 décembre 2018 à Strasbourg.

- le dénouement de la prise d'otages au palais de justice de Nantes en décembre 1985[13] ;
- l'arrestation des principaux membres du gang des postiches en décembre 1986 dans une villa à Yerres, dans l'Essonne[14] ;
- l'arrestation des chefs d'Action directe en 1987[15] ;
- la maîtrise d'un forcené déséquilibré à Ris-Orangis en 1989, opération qui voit les deux premiers membres du Raid mourir en opération[16] ;
- la libération des enfants pris en otage par Érick Schmitt, surnommé HB (Human-Bomb) en 1993[17] ;
- l'intervention contre des islamistes du GIA à Roubaix (gang de Roubaix) en 1996[18] ;
- l'arrestation d'Yvan Colonna en 2003[19] ;
- de nombreuses arrestations des chefs de l'ETA dans le Pays basque français ainsi qu'en Auvergne (2009, 2010) ;
- l'arrestation de Jean-Pierre Treiber en 2009[20] ;
- l'intervention contre l'auteur des fusillades de Montauban et Toulouse en mars 2012, Mohammed Merah ;
- la recherche des auteurs de la fusillade au siège de Charlie Hebdo du 7 janvier 2015 ;
- la mobilisation sur l'attentat contre l'Hyper Cacher à Paris dans une épicerie casher le 9 janvier 2015, mission à l'occasion de laquelle l'unité a collaboré sur le terrain pour la première fois avec le GIGN, l'unité d'élite de la Gendarmerie nationale, lors de la double prise d'otages en France le 9 janvier 2015[21] ;
- l'intervention lors des attentats du 13 novembre 2015 en Île-de-France, conjointement avec la BRI, pendant la prise d'otage au Bataclan ;
- l'assaut dans le centre-ville de Saint-Denis neutralisant Abdelhamid Abaaoud, planificateur présumé des attentats du 13 novembre 2015 en Île-de-France[22] ;
- la neutralisation de l'auteur du double assassinat du 13 juin 2016 à Magnanville.
- l'intervention au centre de détention de Condé-sur-Sarthe le 5 mars 2019 contre un couple de terroristes islamistes ayant poignardé des surveillants[23].

Le 26 août 2021, dans le reportage « Au cœur de Kabul », on voit une vingtaine de policiers du RAID s’occuper de la protection de David Martinon (ambassadeur de France en Afghanistan) ainsi que de l’ambassade de France à Kaboul.

Voir aussi la catégorie : 

### Chefs du RAID
Chefs du RAID
- 1985-1990 : Ange Mancini
- 1990-1996 : Louis Bayon
- 1996-1999 : Gérard Zerbi
- 1999-2002 : Jean-Gustave Paulmier
- 2002-2004 : Christian Lambert
- 2004-2007 : Jean-Louis Fiamenghi

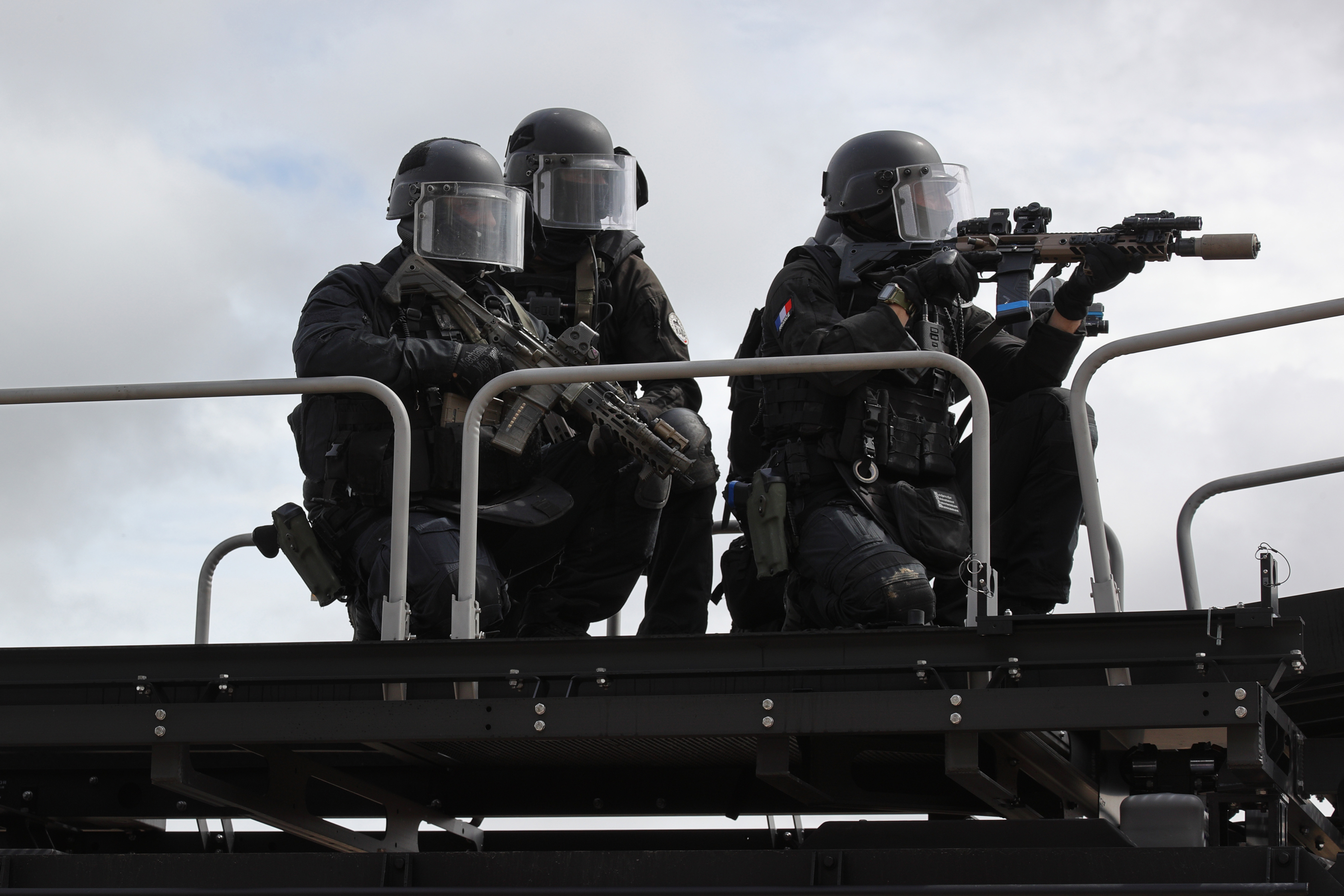
Opérateurs du RAID lors d'une démonstration - 2024

- 2007-2013 : Amaury de Hauteclocque[24],[25]
- 2013-2017 : Jean-Michel Fauvergue[1]
- 2017-2024 : Jean-Baptiste Dulion[26]
- depuis 2024 : Guillaume Cardy[27]

### Devise
« Servir sans faillir ».

## Missions
Le RAID contribue, sur l’ensemble du territoire de la République, à la lutte contre toutes les formes de criminalité. À ce titre, il prête assistance aux services de police et il est notamment chargé :
- d’intervenir à l’occasion de troubles graves à l’ordre public nécessitant l’utilisation de techniques et de moyens spécifiques ;
- d’apporter son concours opérationnel aux services chargés de la prévention et de la répression de la criminalité organisée et du terrorisme ;
- d’assister le Service de la protection (SDLP) dans ses missions ;
- de mettre à la disposition des services de police des matériaux spécialisés servis par le personnel de l’unité ;
- de contribuer, en collaboration notamment avec la direction des ressources et des compétences de la police nationale, à l’instruction du personnel de police en matière de lutte antiterroriste ;
- de procéder, en collaboration avec la direction des ressources et des compétences de la police nationale et la direction centrale de la police judiciaire, à des études et des essais de techniques et de matériels d’intervention ainsi qu'à la formation de fonctionnaires de police ou de services dans le cadre de ses activités.

Le RAID assure également la protection approchée de certains ambassadeurs de France à l'étranger. Cette mission est partagée avec le GIGN qui assure les mêmes missions dans d'autres pays.

Démonstration de protection d'une autorité en zone dangereuse
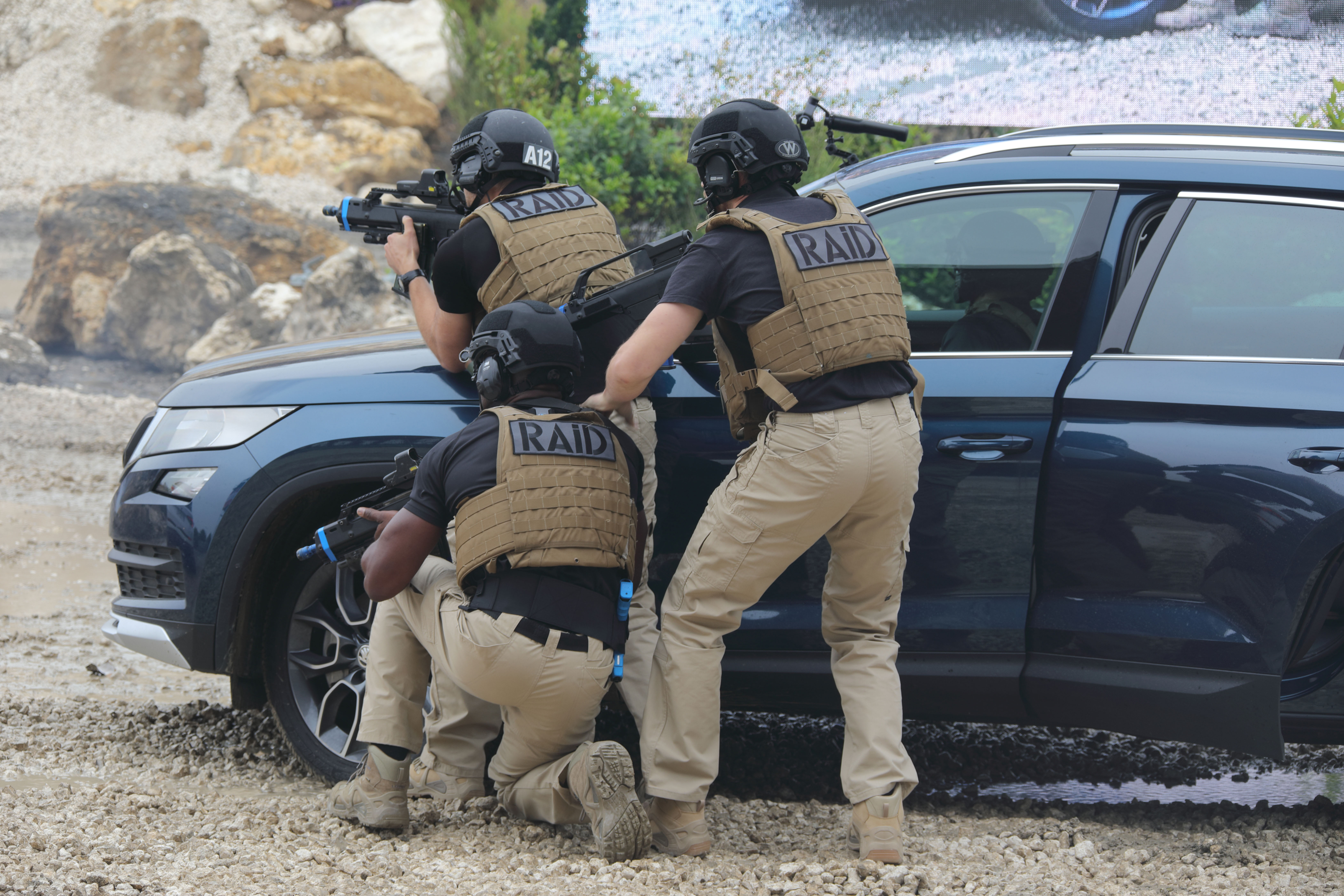
Riposte lors d'une embuscade.
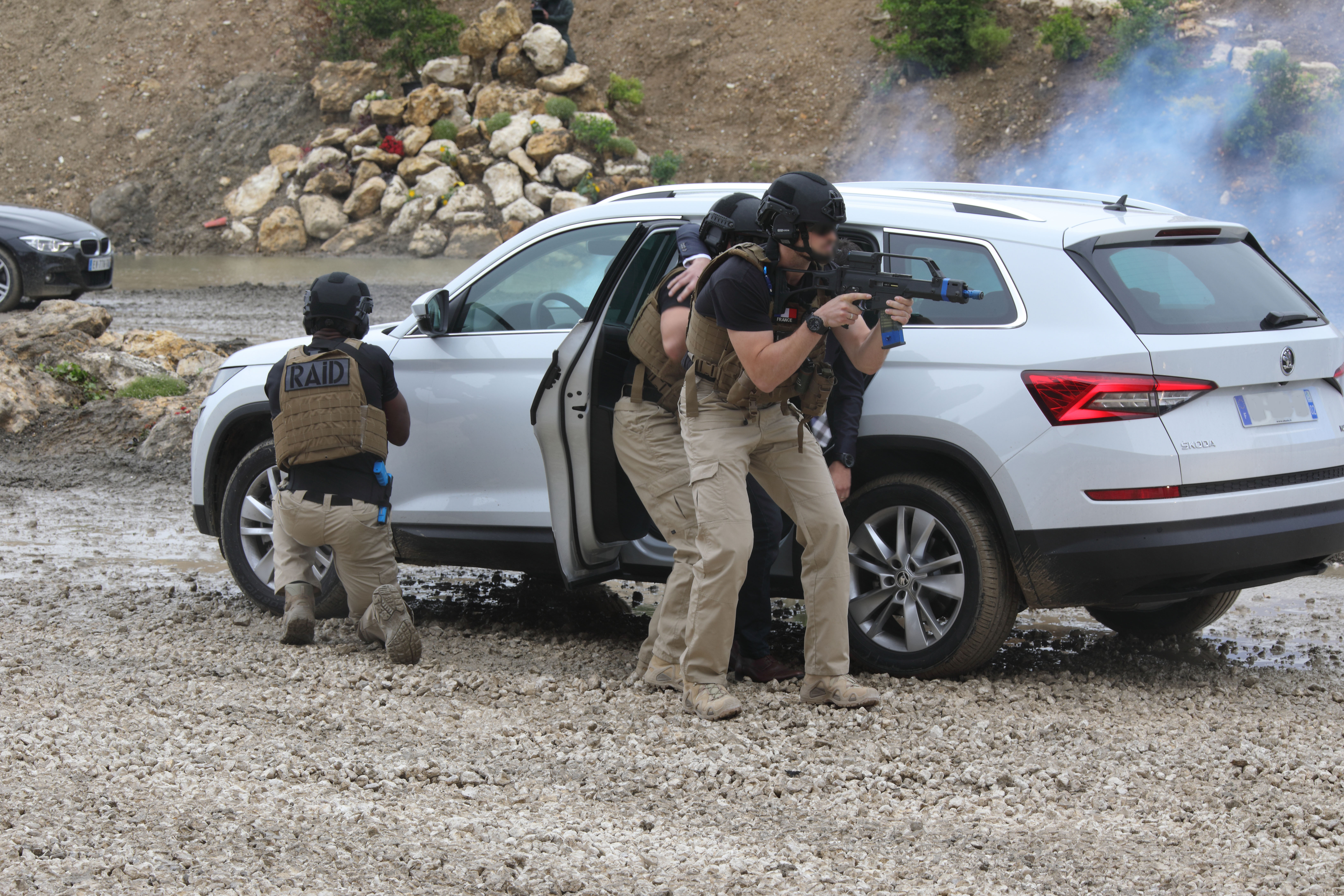
Extraction de l'autorité de son véhicule.
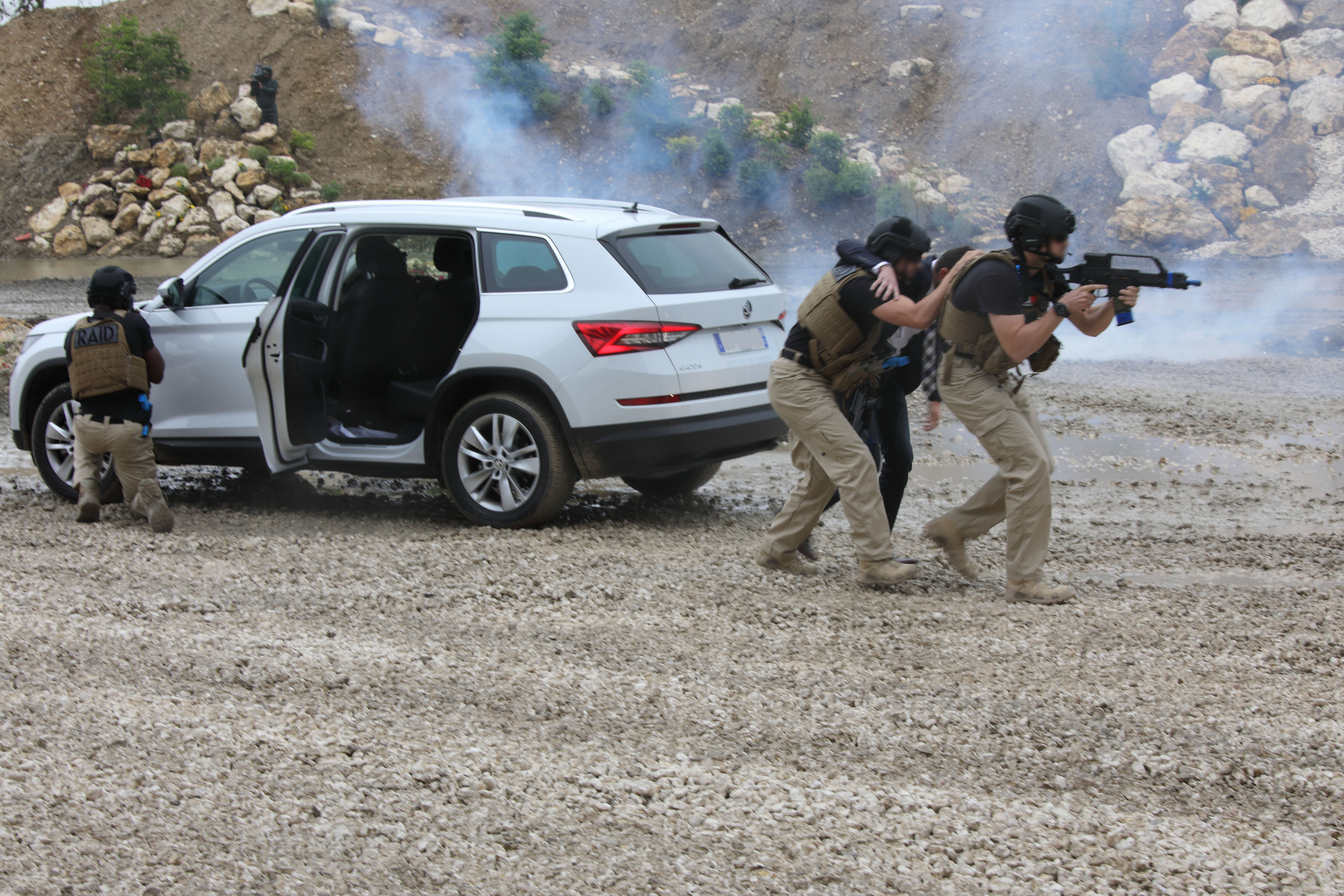
Évacuation de l'autorité.

## Organisation

### Le RAID dans la Police nationale

Écusson de la FIPN

Placée sous l'autorité directe du directeur général de la police nationale, l'unité est dirigée par un fonctionnaire du corps de conception et de direction de la Police nationale.
Le RAID fait partie de la force d'intervention de la police nationale (FIPN) qui comprend également la Brigade anticommando de la Préfecture de Police de Paris (c'est-à-dire la Brigade de recherche et d'intervention (BRI) de la Préfecture de Police de Paris (PP), renforcée par d'autres unités de la PP). Lorsque la FIPN est activée, le chef du RAID en assure la coordination opérationnelle.
Le RAID ne peut être déplacé ou employé que sur ordre du directeur général de la Police nationale. Il n’intervient que sous le commandement de sa hiérarchie. Il n’a pas compétence pour la suite judiciaire des faits sur lesquels il est intervenu. Il peut être mis à la disposition des préfets et des procureurs de la République qui en font la demande. Dans ce cas, l’autorité requérante définit la mission générale assignée à ce service. Le chef de l’unité chargé de l’exécution de la mission demeure seul responsable des conditions et des modalités techniques de son exécution. Les chefs des services territoriaux de police lui apportent leur concours. Depuis 2020, dans les territoires concernés, comme la Nouvelle-Calédonie, l'unité du RAID est intégrée à la direction territoriale de la Police nationale.
Au sein du Ministère de l’Intérieur, la coordination et l’interopérabilité entre le RAID et le GIGN sont assurées par l’Ucofi (Unité de coordination des forces d’intervention), créée en 2010. La procédure d’urgence absolue (P.U.A.) instaurée en avril 2016 dans le cadre du Schéma national d'intervention des forces de sécurité par le Ministre de l'Intérieur en réponse aux attentats de 2015 autorise — en cas de crise majeure ou de crises multiples — l'intervention de toute unité en mesure de la faire en tout point du territoire (donc en s'affranchissant du critère de compétence géographique qui s'impose habituellement).

### Effectifs

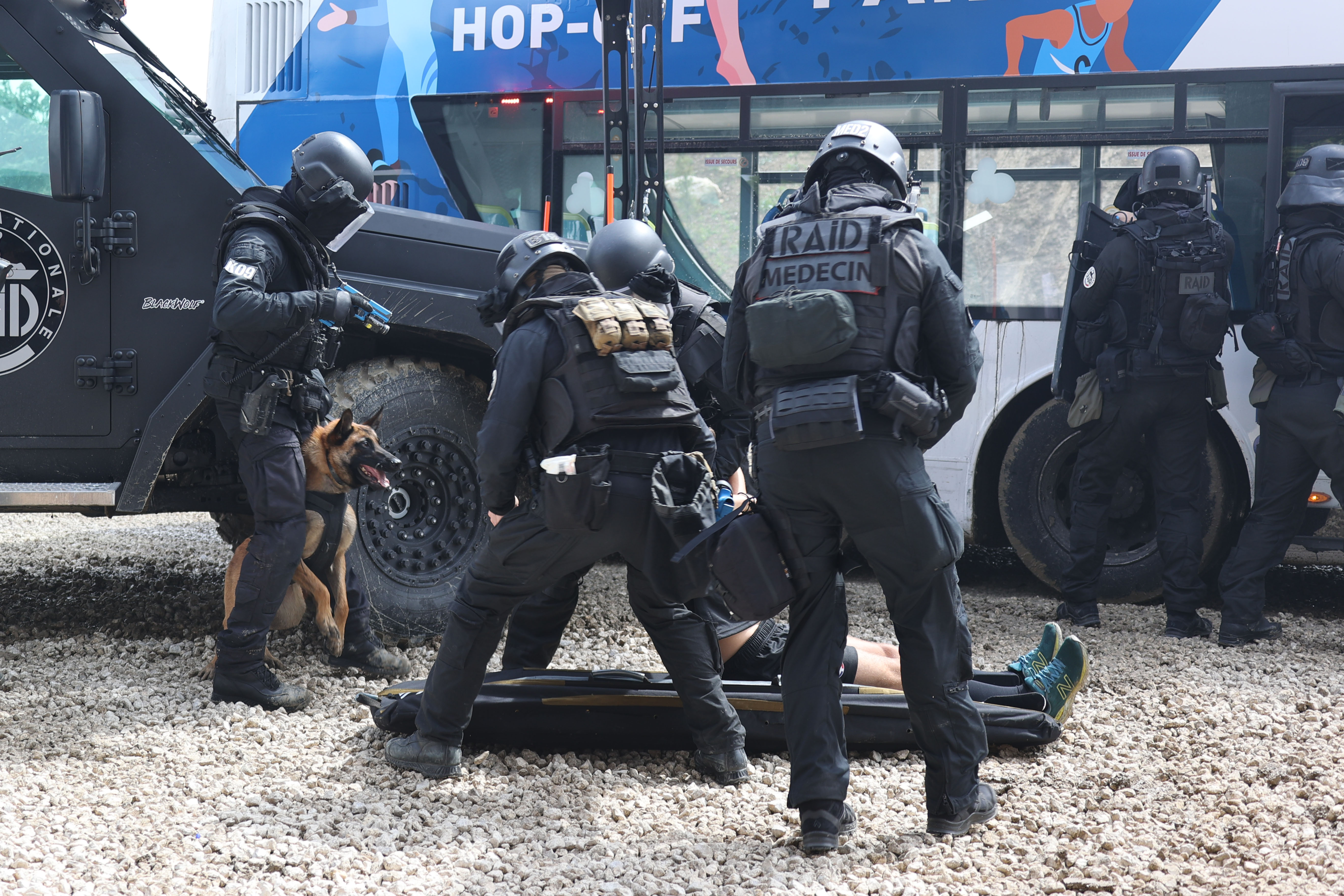
Équipe médicale lors d'une démonstration - 2024

Le RAID comptait au 1er août 2009, 168 fonctionnaires, dont trois membres du corps de conception et de direction (commissaires de police), 21 du corps de commandement, 119 du corps d'encadrement et d'application et 25 personnels administratifs et techniques (dont un psychologue et six médecins).
Depuis le printemps 2015, le renforcement des effectifs, notamment par l'intégration des opérateurs des GIPN de métropole et d'outre-mer, a conduit l'unité à atteindre le seuil des 400 personnes.
Les opérationnels sont organisés en groupes d'assaut, groupe de parachutistes, de plongeurs, de négociateurs, le pool GOST (Groupe opérationnel de soutien technique), pool Oméga (les snipers), pool effraction et pool cynophile.
L’admission dans l'unité obéit à des critères très stricts, notamment en ce qui concerne les tests d’aptitude physique, médicaux et psychotechniques. Certains postes opérationnels (négociation, tir de précision…) sont occupés par des personnels féminins.
Le profil des membres de l'unité a sensiblement évolué depuis sa création. Alors qu'à l'origine, il était principalement composé d'inspecteurs (maintenant appelés officiers), en 2016, le RAID emploie majoritairement des gradés et des gardiens.
Depuis la création du RAID, trois de ses policiers ont perdu la vie en opération : deux à Ris-Orangis en 1989 et un en Corse en 1996.

### Recrutement
Le recrutement au sein du RAID se fait chaque année sur la base du volontariat. Le candidat doit compter au minimum trois ans d'ancienneté au sein de la Police nationale et avoir moins de 40 ans pour les gardiens de la paix ou moins de 45 ans pour les officiers du corps de commandement,. Après une première sélection sur dossier, des épreuves de sélection d'une durée d'une semaine ont lieu. Parmi ces épreuves figurent notamment des épreuves physiques, des épreuves psychologiques et psychotechniques et des épreuves sportives et techniques,. Les candidats ayant réussi ces épreuves de sélection intègrent ensuite un cycle de formation initiale éliminatoire d'une durée de seize semaines durant lequel ils sont formés aux rudiments de la tactique et acquièrent les qualifications nécessaires à l’accomplissement de leur future mission d’opérateur du RAID. Les candidats ayant réussi les épreuves de la formation initiale sont ensuite affectés, selon les besoins du service, soit au sein de l’unité centrale soit au sein de l'une de ses antennes. À l'issue de cette affectation, les opérateurs sont encore soumis à une période probatoire de 6 mois avant que leur habilitation ne leur soit délivrée,.
Les policiers du RAID sont soumis à des tests tous les 3 ans pour vérifier qu'ils ont toujours le niveau requis,.

### Budget
Le RAID disposait pour l'année 2012 d'un budget de fonctionnement et d'équipement de plus de 2 000 000 euros ainsi que de deux enveloppes spécifiques complémentaires. La première, d'un montant de 85 000 euros, est destinée à l'acquisition de matériels soumis à autorisation. La seconde, d'un montant de 70 000 euros, permet au RAID de prendre en charge les dépenses de formation de ses personnels et des fonctionnaires nouvellement affectés au sein des groupes d'intervention de la Police nationale.
Son budget total est donc d'environ 2,17 millions d'euros (hors frais de personnel).

### Équipement

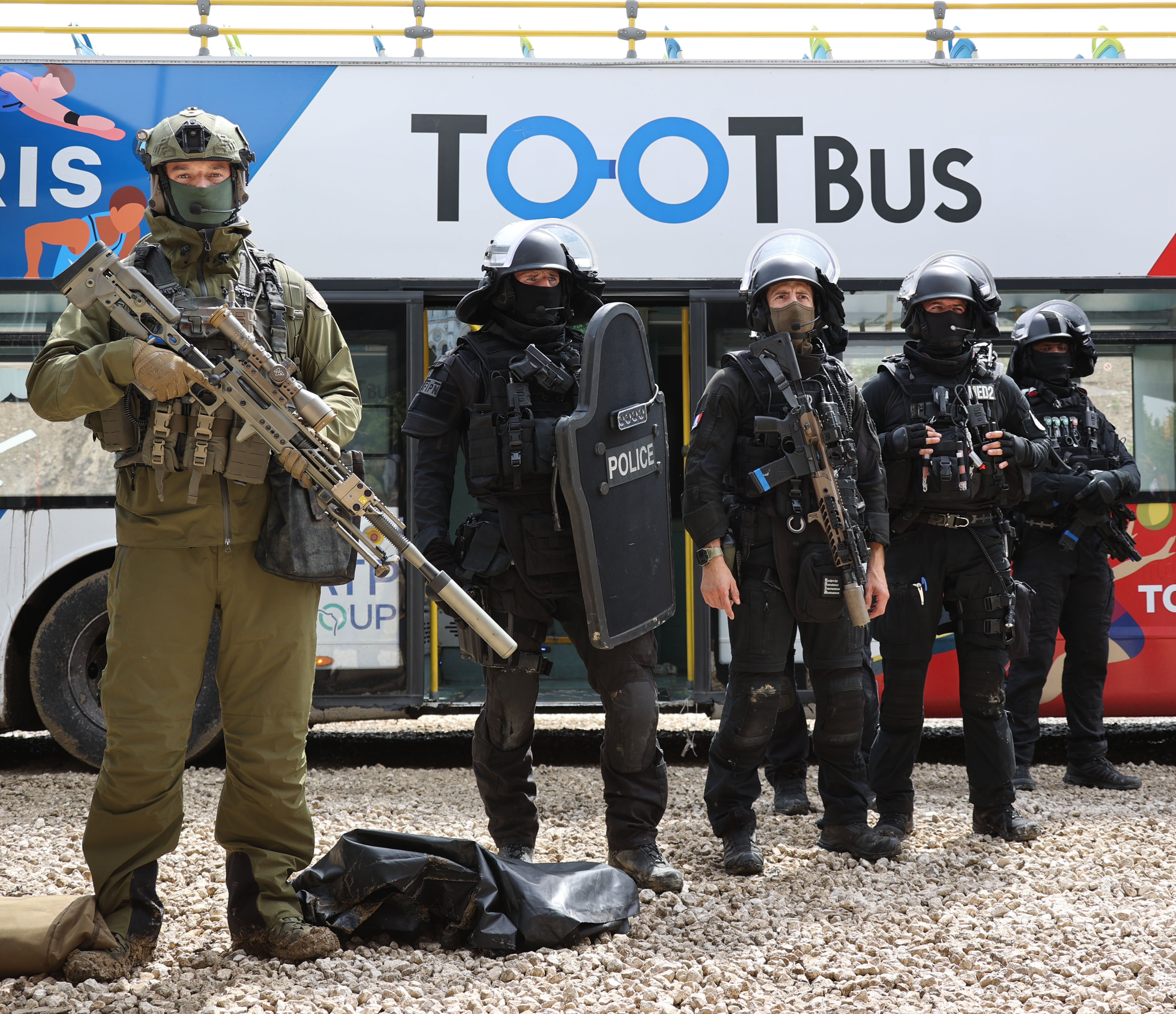
Opérateurs du RAID - 2024

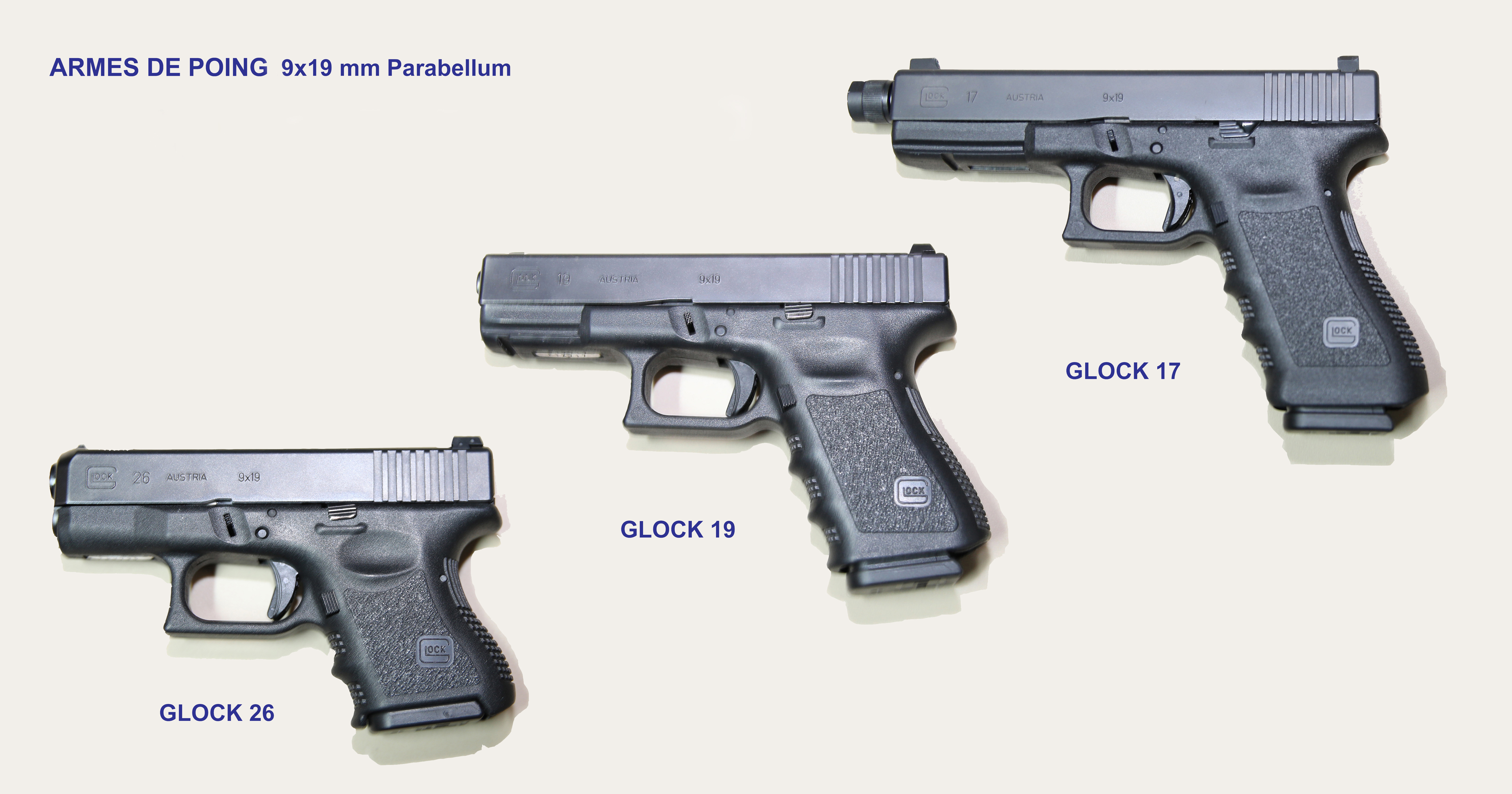
Pistolets Glock 17, 19 et 26

#### Armement
Les fonctionnaires du RAID ont à leur disposition une large gamme d'armement parmi lesquelles :
- revolvers : divers modèles à la création de l'unité en 1985, puis choix du Manurhin 73 en canon de 3 et 4 pouces, Ruger SP 101 et S&W Bodyguard ; S&W 340 PD ;
- pistolets semi-automatiques : Beretta 92 (années 1980/1990), Glock 17, Glock 18, Glock 19, Glock 26, HK USP;
- pistolets-mitrailleurs : Heckler & Koch MP5, Heckler & Koch MP5K, FN P90 ;
- fusils d'assaut : SIG 543(années 1980/2000), Heckler & Koch 53, Heckler & Koch G36, SIG-551, HK G3, FN SCAR-L, Heckler & Koch HK416 ;
- fusils à pompe ou assimilés : Beretta M3P, Remington M870 Police, Benelli M3 Super 90, Franchi SPAS 12, Franchi SPAS 15, Molot Vepr-12, Kel-Tec KSG ;
- fusils d'appui : FN Minimi ;
- mitrailleuse légère : Rheinmetall MG3 ;
- fusils de précision : Heckler & Koch HK417, FN SCAR-H, Heckler & Koch PSG-1, PGM Ultima Ratio, PGM Hécate II, Blaser R93 Tactical (en) ;
- armes non-létales : Taser X26, LBD Brugger & Thomet 40x46, Flash Ball ; projectiles en sachet ;
- grenades : aveuglantes, offensives, éclairantes, fumigènes ;
- explosifs.

#### Protections
Chaque groupe d'assaut est composée de deux ou trois hommes dont l'un est équipé d'un bouclier balistique.

#### Moyens de transport
Doté de nombreux moyens de transports (motos, véhicules banalisés, véhicules blindés, etc.), le RAID dispose également depuis 2008 de l'appui du Groupe interarmées d'hélicoptères (GIH), unité du Commandement des opérations spéciales (COS), créée en 2006 pour l'appui au GIGN.
Liste non exhaustive des véhicules utilisés par le RAID
- Chevrolet Suburban HARAS
- Citroën C8
- Ford Galaxy
- Ford Transit
- Nissan Navara
- Renault Espace IV
- Renault Master
- Toyota Land Cruiser
- Volkswagen Sharan
- Volkswagen Multivan

##### Véhicules blindés
En complément d'un parc de véhicules en dotation permanente comme le Panhard PVP, le RAID déploie régulièrement des véhicules blindés mis à sa disposition par des industriels dans le cadre de partenariats de longue durée.
- Panhard PVP : véhicule blindé léger de couleur noire (métropole) et en camouflage centre-europe (Outremer)[40]. Équipe également les antennes RAID.
- Nexter Titus: véhicule blindé 6x6 plus lourd, prêté au RAID par Nexter. Son gabarit est proche du blindé Griffon de l'Armée de terre.
- Cambli Blackwolf: véhicule blindé léger en service depuis 2023[41].Assemblé au Canada. Son gabarit est proche de celui des ARQUUS Sherpa Light du GIGN et de la BRI.
- Renault Centurion ː véhicule blindé plus imposant que le PVP et le Blackwolf. Il est similaire par son aspect et son gabarit aux RG-12 et Maverick sud-africains, en service depuis 2024 pour la protection des JO de Paris.

Véhicules blindés utilisés ou présentés par le RAID
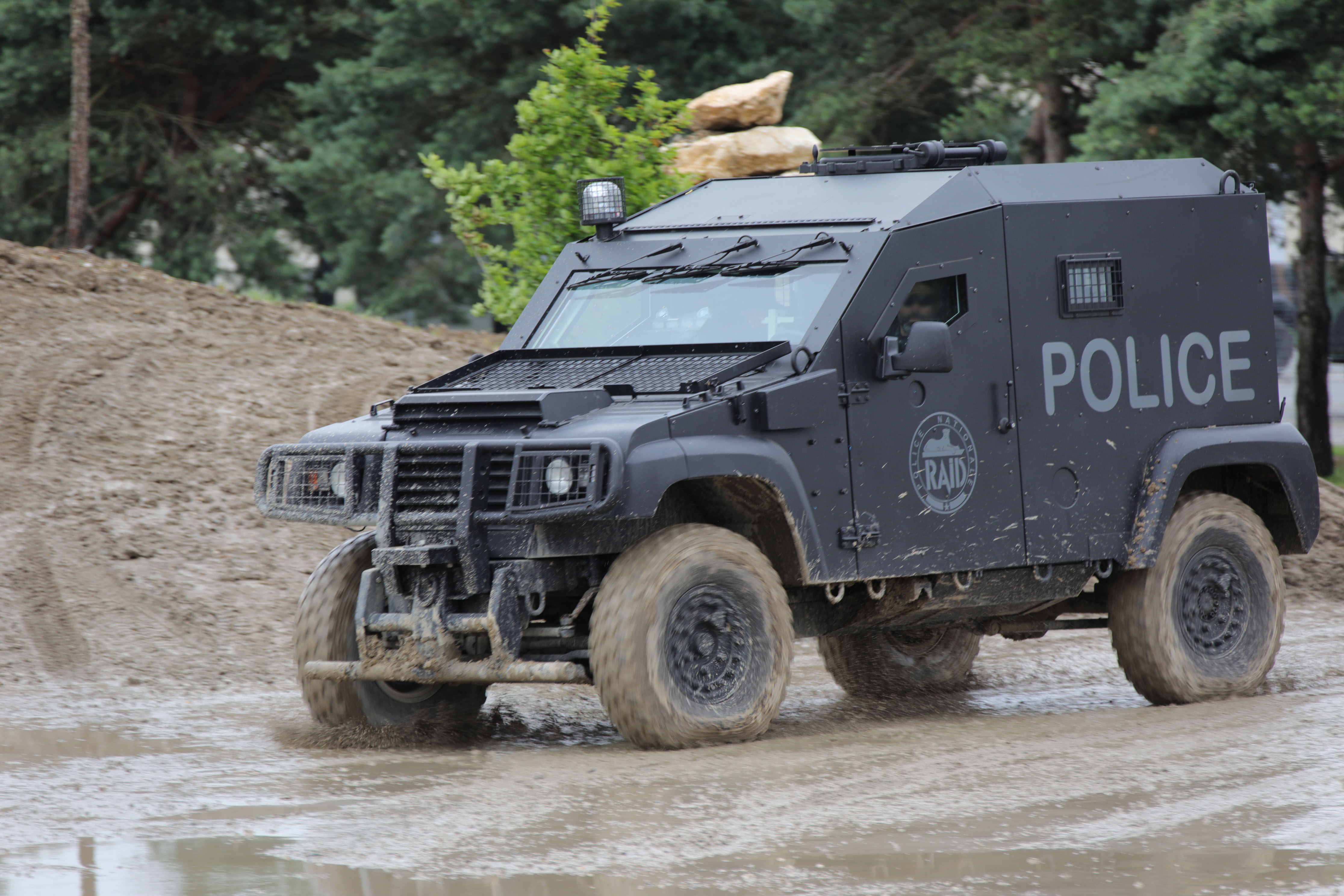
PVP du RAID lors d'une présentation au salon Eurosatory (2018).
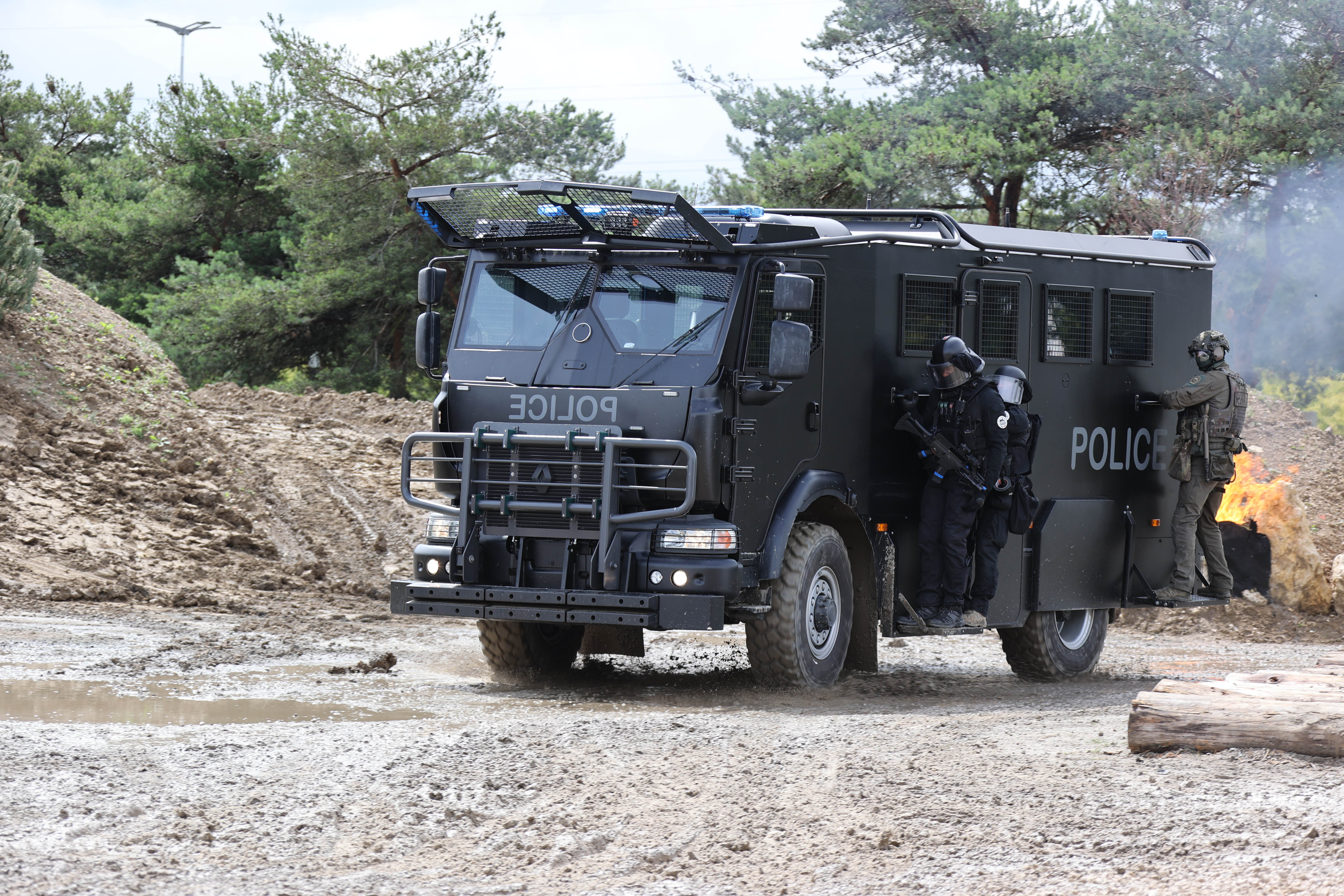
Renault Centurion lors d'une démonstration - 2024
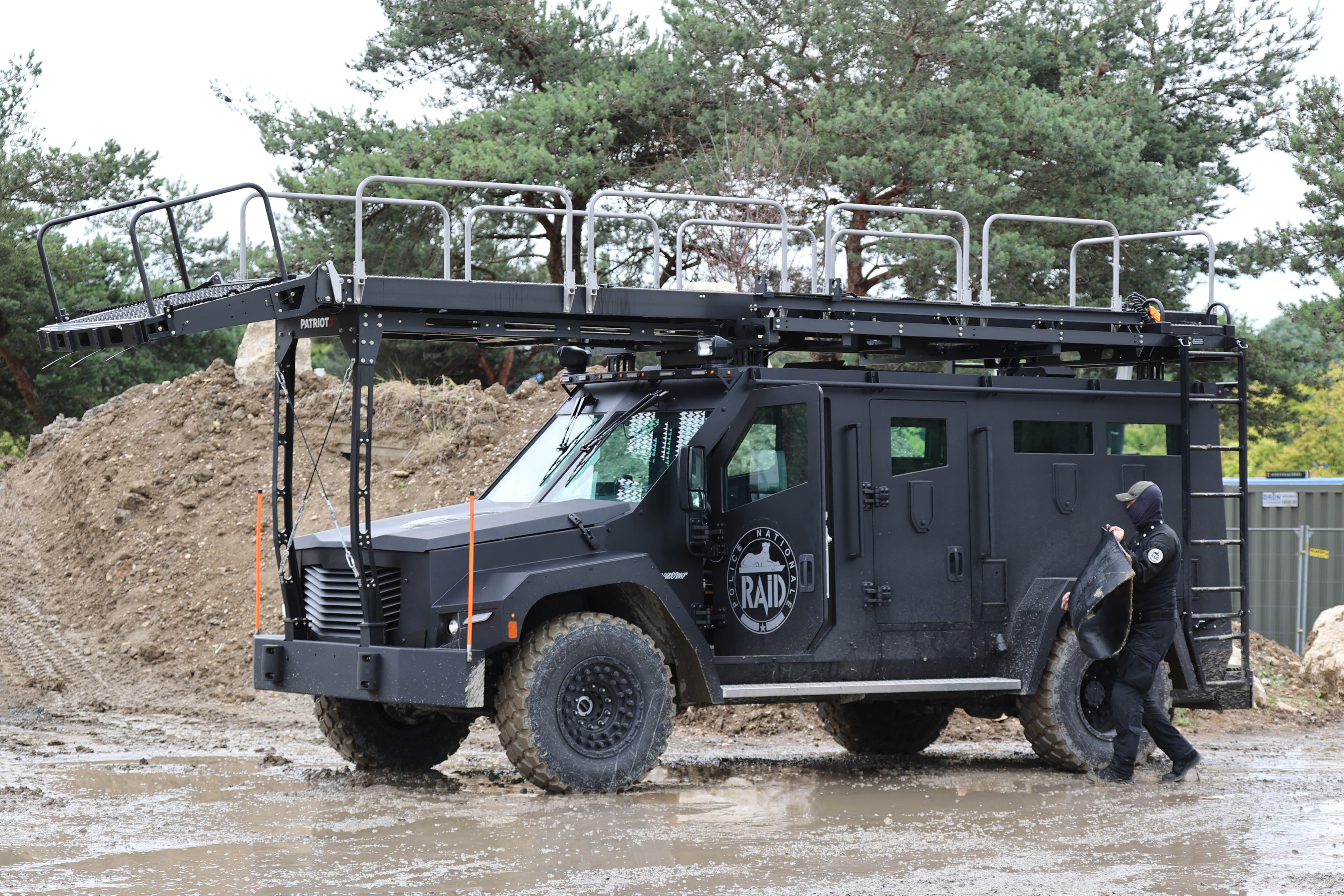
Cambli BlackWolf lors d'une démonstration - 2024
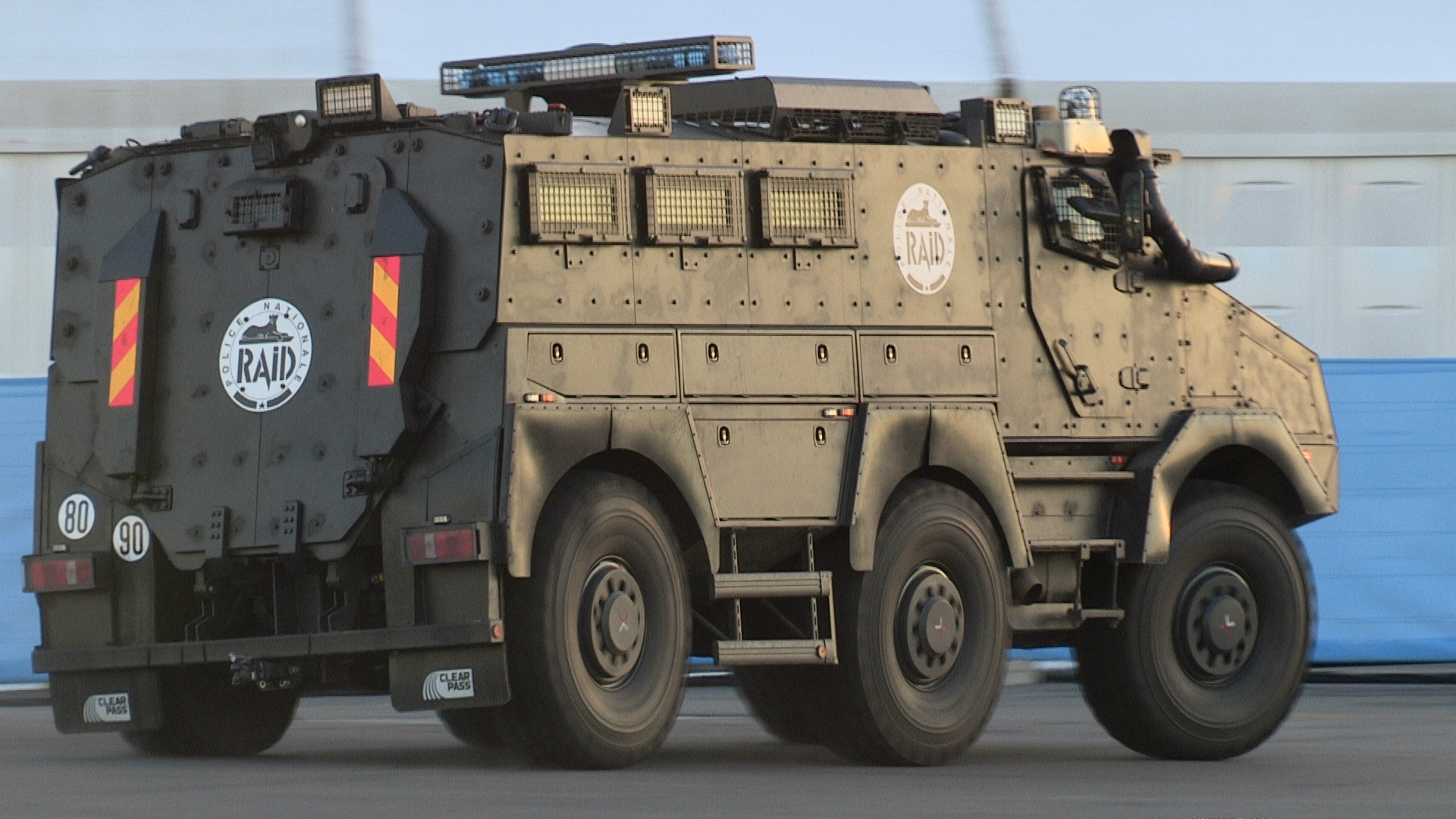
Véhicule blindé Titus utilisé par le RAID à l'occasion de la COP 21 au Bourget (2016).

## Le RAID dans la culture populaire
- L'imagerie du RAID est directement présentée dans le film humoristique Raid dingue (2016) de Dany Boon.
- Dans le film Mission impossible : Fallout (2018) de Christopher McQuarrie, le RAID est chargé de la protection du convoi carcéral transportant Solomon Lane, l'antagoniste principal du film, convoi qui sera attaqué par Ethan Hunt (Tom Cruise).

#### Textes officiels
- Arrêté du 5 janvier 2011 relatif aux missions et à l'organisation des services composant la force d'intervention de la police nationale et portant dispositions sur l'affectation et l'aptitude professionnelle de leurs agents.
- Schéma national d'intervention des forces de sécurité, publié en avril 2016 sur le site du Ministère de l'Intérieur.

#### Ouvrages
- Charles Pellegrini, Le RAID : des hommes discrets, Anne Carrière, 1994.
- Jean-Louis Courtois, Le RAID, l'unité d'élite de la Police française, éditions Pygmalion-Gérard Watelet, 1999.
- Jean-Louis Courtois, Le RAID, l'ultime recours, éditions Crépin-Leblond, 2000.
- Jean-Pierre Husson, Les hommes en noir, éditions ETAI, 2000.
- [Qui ?], Le RAID, Unité d'élite de la Police nationale, éditions Crépin-Leblond, 2005 (DVD inclus).
- Jean-Pierre About, HB, 46 heures qui ont bouleversé la France, Calmann-Lévy, 2005.
- Daniel Boulanger, Le jour où j'ai tué HB, Hachette Littératures, 2007.
- Amaury de Hauteclocque, Histoire(s) du RAID, Jacob-Duvernet, 2009.
- Laurent Combalbert, Le négociateur, Presses de la Cité, 2009.
- Laurent Combalbert, Négo, Calmann-Lévy, 2021.
- Christophe Caupenne, Négociateur au RAID, Le Cherche midi, 2010.
- Jean-Marc Tanguy, Le RAID, 30 ans d'interventions, éditions Pierre de Taillac, 2015.
- Matthieu Langlois avec Frédéric Ploquin, Médecin du RAID ; Vivre en état d'urgence, Albin Michel, 2016.
- Christophe Baroche et Danielle Thiéry, Le souffleur : dans l'ombre des négociateurs du Raid, éditions Mareuil, 2016.
- Caroline de Juglart et Jean-Michel Fauvergue, Patron du RAID : Face aux attentats terroristes, éditions Mareuil, 2017.
- Marc Verillotte et Karim Ben Ismaïl, Au cœur du RAID, éditions Les Arènes, 2022 et au format poche éditions J’ai Lu, 2024.

#### Articles de presse
- « RAID : refuser la fatalité », paru dans le magazine Fréquence Police no 2, octobre 1987.
- « La police face à l'exception : flics de choc », paru dans le magazine Civic no 53, août-septembre 1995.
- « Le RAID en action », hors-série du magazine RAIDS no 19, 2005.
- « Le RAID, 20 ans d'opérations », paru dans le magazine RAIDS no 233, octobre 2005.
- « RAID, 20 ans d'action », paru dans le magazine Commando no 20, décembre-janvier 2005.
- « La sélection du RAID », paru dans le magazine Police Pro no 8, mars-avril 2008.